# Sidi Slimane Echcharraa
Sidi Slimane Echcharraa (arabiska: سيدي سليمان - الشراعة) är en stad i Marocko. Den ligger i provinsen Berkane och regionen Oriental, 400 km öster om huvudstaden Rabat. Antalet invånare var 30 202 vid folkräkningen 2014.